# Ersephila prema
Ersephila prema är en fjärilsart som beskrevs av Druce 1893. Ersephila prema ingår i släktet Ersephila och familjen mätare. Inga underarter finns listade i Catalogue of Life.